# Cserepoveci járás

A Cserepoveci járás a Vologdai területen

A Cserepoveci járás (oroszul Череповецкий муниципальный район) Oroszország egyik járása a Vologdai területen. Székhelye Cserepovec.

## Népesség
- 1989-ben 48 336 lakosa volt.
- 2002-ben 40 871 lakosa volt, akik főleg oroszok.
- 2010-ben 41 025 lakosa volt, melyből 37 161 orosz, 303 ukrán, 166 cigány, 112 fehérorosz, 104 azeri, 92 örmény, 69 tatár, 31 üzbég stb.